# Maki Ishii
Maki Ishii (jap. 石井 眞木, Ishii Maki; * 28. Mai 1936 in Tokio, Japan; † 8. April, 2003 in Kashiwa, Präfektur Chiba, Japan) war ein japanischer Komponist und Dirigent.

## Leben
Maki Ishii wurde als dritter Sohn des Tänzers und Choreographen Baku Ishii und der Schauspielerin Yae Ishii geboren. Er ist Bruder des Komponisten Kan Ishii.
Zunächst studierte er von 1952 bis 1958 Komposition und Dirigieren in Tokio unter anderem bei Akira Ifukube. Anschließend setzte er seine Studien an der Hochschule der Künste Berlin unter Boris Blacher und Josef Rufer fort. 1962 kehrte er nach Japan zurück.
1969 wurde er vom Deutschen Akademischen Austauschdienst im Rahmen des Berliner Künstlerprogramms nach Berlin eingeladen. Seitdem war er in Berlin und Tokio als Komponist und Dirigent aktiv.
Am 8. April 2003 starb er in Kashiwa im Nationalen Krebszentrum Kashiwa an Schilddrüsenkrebs. Er wurde 66 Jahre alt.

## Musik
Seine frühen Kompositionen sind geprägt von der Seriellen Musik und anderen westeuropäischen  Kompositionstechniken der 1950er und 1960er Jahre. In den 1960er Jahren entdeckte er die traditionelle japanische Musik für seine Kompositionen; seit dieser Zeit sind diese geprägt von der Auseinandersetzung zwischen europäischen Kompositionsmethoden und Elementen der Klangwelt japanischer traditioneller Musik.

## Werke (Auswahl)
- 1976: Black Intention I, für einen Blockflötenspieler
- 1976: Monochrome, für japanische Trommeln und Gongs
- 1976: Mono-Prism, für japanische Trommeln und Orchester
- 1985: Kaguyahime-Ballett (輝夜姫, dt. die nachtglänzende Prinzessin), für Ballett, 8 jap. Trommeln, 8 Schlagzeuger und 3 Gagaku-Spieler
- 1999: Tojirareta Fune (閉じられた船, dt. Schiff ohne Augen), Kammeroper

## Auszeichnungen
- Otaka-Preis (1976, Tokio, NHK-Symphonieorchester)
- 4. Nakajima-Musikpreis Grand Prix (1986, Tokio)
- Deutscher Kritikerpreis 1987 (Kategorie Musik)
- 5. Kyoto-Musikpreis: Grand Prix (1990)
- Japanischer Verdienstorden am purpurnen Band (1999, verliehen durch den japanischen Kaiser)